# Fabrizia Baduel Glorioso
Pour les articles homonymes, voir Baduel et Glorioso (homonymie).
Fabrizia Baduel Glorioso (née le 2 juillet 1927 et morte le 8 avril 2017 à Pérouse) est une femme politique italienne, indépendante de gauche, élue sur une liste du Parti communiste italien,.

## Parcours politique

### Confédération italienne des syndicats de travailleurs
Dès 1952, Fabrizia Baduel Glorioso est membre de la Confédération italienne des syndicats de travailleurs. Entre 1965 et 1978, elle prend la tête du bureau des relations internationales de la Confédération.

### Au niveau européen
Dès 1970, Fabrizia Baduel Glorioso est membre du Comité économique et social européen. En octobre 1978, elle est la première femme élue présidente du Comité économique et social européen. Cette élection fait d'elle la première femme à la tête d'une institution des communautés européennes. Elle démissionne de son poste en juin 1979, après avoir été élue député européen lors des premières élections au Parlement européen. Elle s'inscrit au groupe des Communistes et apparentés du parlement.